# Нормандская возвышенность
Норма́ндская возвы́шенность — возвышенность на северо-западе Франции. Наиболее высокая, восточная часть Армориканской возвышенности.
Нормандская возвышенность сложена такими горными породами, как граниты, сланцы и песчаники. Максимальная высота её достигает 417 м. Преобладающие типы ландшафта: верещатники, луга, а также дубовые, буковые и сосновые леса.